# Setge de Tulàytula
El setge de Tulàytula fou el període d'ocupació de la ciutat per Yahya al-Qàdir, coronat com emir després de prendre Tulàytula a l'Emirat de Badajoz, que mesos abans la va conquerir, i va finalitzar amb l'ocupació final de la ciutat pel Regne de Castella el 6 de maig de 1085 i l'adjudicació de l'Emirat de Balànsiya a Yahya al-Qàdir.

## Antecedents
L'Emirat de Tulàytula i l'Emirat d'Ixbíliya aspiraven a unir als seus dominis la resta de Taifes. Yahya ibn Ismail al-Mamun de Tulàytula va ocupar l'Emirat de Balànsiya el 1064 i la República de Qurtuba serà agregada als dominis de Muhàmmad ibn Abbad al-Mútamid d'Ixbíliya el 1070.
Alfons VI de Castella, que havia rebut protecció de Yahya ibn Ismaïl al-Mamun quan va fugir del seu germà Sanç II de Castella amb qui es disputava les terres que Ferran I de Castella havia repartit entre els seus fills, va seguir una política de suport a tots contra tots en el seu exclusiu benefici, i l'Emirat de Granada i Qúrtuba el 1075. En 1075 va ser enverinat a Qurtuba, assumint el regnat el seu net Yahya al-Qàdir, que es va considerar prou fort en els seus dominis com per a prescindir del rei lleonès i va expulsar de Tulàytula als partidaris de la col·laboració amb els cristians, però aquests van provocar una revolta a Balànsiya, que es va declarar independent sota el comandament d'Abu-Bakr ibn Abd-al-Aziz, i la taifa de Toledo, sense el suport de cristià, va perdre les terres cordoveses i les províncies del sud el 1077, i va veure's atacat per al-Mutawàkkil ibn al-Aftas, l'Emir de Badajoz.
Al-Qàdir es va veure, forçat a demanar ajut castellà i es va alienar el suport d'una gran part de la població: els musulmans volien trencar l'aliança amb Castella i Lleó i l'acostament als altres regnes musulmans, mentre els mossàrabs i jueus eren partidaris de l'aliança i fins i tot de l'annexió.
Al-Mutawàkkil va entrar en la ciutat el 1080, mentre al-Qàdir es refugiava a Conca. El 1081 al-Mutawàkkil, que havia restat els darrers deu mesos a Tulàytula, va marxar a Badajoz i els castellans van contraatacar i van atacar la zona del riu Tajo ocupant Majrit i Talavera i establint fortificacions a Escalona (1081/1082).

## El setge
El 1082 els castellans van reconquerir Coruche, fortaleses a la zona de Talavera i altres punts i van entrar a la capital, on van col·locar com a rei vassall a Yahya al-Qàdir. El rei de Castella va exigir als sevillans l'evacuació dels territoris toledans que ocupava (la moderna província de Ciudad Real i una part de la de Conca) i davant la negativa va declarar la guerra a l'emirat d'Ixbíliya. Una incursió castellana va arribar fins a Tarifa.
El nou emir toledà va cedir als castellans els territoris al nord del Tajo (Majrit, Escalona, Madina Salim…) i fins i tot algunes fortaleses al sud del riu a canvi de Balànsiya. Finalment va cedir la a Alfons a canvi de Balànsiya. Davant aquest acord, els toledans oposats a la col·laboració d'Alfons amb al-Qadir van sol·licitar el suport de Àhmad I ibn Sulayman al-Múqtadir, Muhàmmad ibn Abbad al-Mútamid i al-Mutawàkkil ibn al-Aftas mentre l'altra part de la població, cansada de les contínues guerres, acceptava el lliurament de Toledo a Alfons, sempre que aquest simulés prendre-la per la força, per a evitar que els toledans fossin acusats de trair la causa musulmana, conscients de la pèrdua de prestigi que suposaria per l'islam la cessió de Toledo.
En aquell moment, el regne de Lleó, en el que s'aplicava la legislació de caràcter romano-visigòtic diferenciada de la de Castella, basada en les comunidades de villa y tierra, considerat l'hereu del Regne de Toledo era més poderós que el Regne de Castella i també tenia la intenció de recuperar per a si la capital de l'antic regne.
El 1085, després de quatre anys de setge, Tulàytula es rendia pacíficament el 6 de maig després d'obtenir garanties els musulmans que es respectarien les seves persones i béns i que se'ls permetria seguir en possessió de la mesquita major. Per la seva banda, els toledans es comprometien a abandonar les fortaleses i l'alcàsser. El 25 de maig del mateix any Alfons VI va entrar a la ciutat.

## Conseqüències
Després de la conquesta d'aquesta Taifa, la Corona de Castella va passar a ser més poderosa i va donar motiu a la inversió de forces entre cristians i musulmans a la península Ibèrica.
Alfons VI de Castella va conquerir València amb les tropes d'Álvar Fáñez, que es quedà encarregat de la defensa perquè Yahya al-Qàdir hi pogués governar l'emirat de Balànsiya, on fou reconegut tret de Xàtiva, que fou assetjada i passà a mans d'al-Múndhir Imad-ad-Dawla, i atacar Balànsiya, però Yahya al-Qàdir va aconseguir el suport financer de Muhàmmad ibn Àhmad ibn Tàhir, antic emir de Múrsiya, exiliat a Balànsiya des de la conquesta per Muhàmmad ibn Abbad al-Mútamid, i va poder resistir al tortosí, que es va retirar després de quatre mesos de setge. Quan els almoràvits van iniciar la conquesta de la península cridats per Muhammad Ibn Abbad Al Mutamid, Yahya al-Qàdir va creure que la seva ciutat estava en perill i va contractar a Rodrigo Díaz de Vivar perquè protegís la seva ciutat dels almoràvits.